# Albert Schmid (Politiker, 1945)
Albert Maximilian Schmid (* 18. November 1945 in Laaber) ist ein deutscher Politiker (SPD). 1972 begann er sein Berufsleben als berufsmäßiger Bürgermeister der Stadt Regensburg, wechselte dann in die Bundespolitik und war von 2000 bis 2010 Präsident des Bundesamtes für Migration und Flüchtlinge. Von März 2009 bis 2017 war  er Vorsitzender des Landeskomitees der Katholiken in Bayern.

## Leben
Nach dem Studium der Rechtswissenschaften und anschließender Promotion zum Dr. iur. utr. über Das Repräsentativsystem als Verfassungsprinzip (1971) wurde der Sozialdemokrat im Jahre 1972 zum ersten,  berufsmäßigen Bürgermeister der Stadt Regensburg gewählt. Damit hatte er auch als erster Stellvertreter des langjährigen Oberbürgermeisters Rudolf Schlichtinger eine wichtige Funktion. Er unterstützte  dessen von mehreren Bürgerinitiativen stark bekämpften innerstädtischen Straßen- und Brückenbauplanungen, die von Schlichtinger betrieben wurden,  obwohl die Planungen mit umfangreichen Abbrüchen alter Häuser in der Altstadt und auf dem Donaumarkt verbunden waren. In der örtlichen SPD kam es zu heftigen innerparteilichen Auseinandersetzungen mit der Folge, dass die drei SPD-Mitglieder im Stadtrat, Walter Annuß, Herbert Brekle und Christa Maier aus der SPD-Fraktion ausgeschlossen wurden. Ein angreister  Bürgermeister aus  Bremen versuchte eine innerparteiliche  Schlichtung zu erreichen, was aber misslang.    Bei den Kommunalwahlen 1978 kandidierte Albert Schmid in Nachfolge von Rudolf Schlichtinger als Oberbürgermeister. Überraschend unterlag er bei der Wahl dem CSU-Kandidaten Friedrich Viehbacher, was in den Folgejahren die bauliche Entwicklung auf dem Donaumarkt nicht erleichterte.
Anschließend war Schmid von 1978 bis 1982 beamteter Staatssekretär des Bundesministeriums für Raumordnung, Bauwesen und Städtebau. Nach dem Regierungswechsel im Jahre 1982 wirkte er wieder als selbständiger Rechtsanwalt, um 1990 erneut in die Berufspolitik zurückzukehren. Er errang ein Landtagsmandat und wurde Fraktionsvorsitzender der bayerischen SPD. Dieses Amt verlor er in einem Machtkampf an Renate Schmidt, die Landesvorsitzende der SPD, im Jahr 1995 und war stellvertretender Landesvorsitzender seiner Partei.
Bundeskanzler Gerhard Schröder und Bundesinnenminister Otto Schily beriefen den Juristen zum 1. Juli 2000 zum Präsidenten des Bundesamtes für Migration und Flüchtlinge. Mit der Berufung ging der Verzicht auf alle politischen Mandate und Ämter einher. Im März 2009 wurde er in Bamberg erstmals für vier Jahre zum Vorsitzenden des Landeskomitees der Katholiken in Bayern gewählt. Die Wiederwahl für eine weitere Wahlperiode von 2013 bis 2017 erfolgte im April 2013 in Würzburg durch die Vollversammlung des Landeskomitees. Dem Landeskomitee der Katholiken gehört Schmid seit 1993 an.
Von 2011 bis 2015 war Schmid Mitglied des Hochschulrates der Katholischen Universität Eichstätt-Ingolstadt.

## Auszeichnungen
Im November 2010 erhielt Schmid aus den Händen von SPD-Landtagsfraktionschef Markus Rinderspacher die Georg-von-Vollmar-Medaille, die höchste Auszeichnung der BayernSPD.

## Privates
Albert Maximilian Schmid ist verheiratet und hat zwei Töchter.